# Samuel Glenn Fuqua

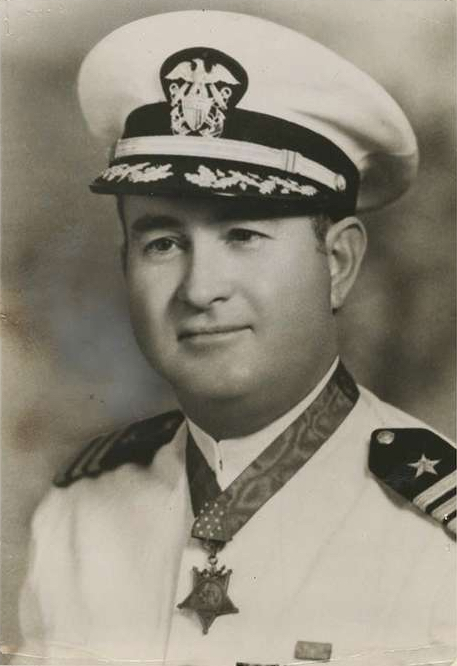
Samuel Glenn Fuqua

Samuel Glenn Fuqua (* 15. Oktober 1899 in Laddonia, Missouri; † 27. Januar 1987 in Decatur (Georgia)) war ein amerikanischer Soldat. Er war Konteradmiral der US-Marine und Träger der Medal of Honor. Diese wurde ihm für sein Handeln beim japanischen Angriff auf sein Schiff am 7. Dezember 1941 in Pearl Harbor verliehen.

## Leben
Samuel trat im Juli 1919 in die United States Naval Academy ein. Zuvor hatte er ein Jahr an der University of Missouri verbracht und seinen Dienst in der Armee im Ersten Weltkrieg geleistet. Nach dem Abschluss der Ausbildung im Juni 1923 diente er auf den Schlachtschiffen Arizona und Mississippi sowie dem Zerstörer Macdonough. Anschließend erhielt er von 1930 bis 1932 eine Landverwendung in San Francisco, Kalifornien. Während der Mitte der 1930er Jahre diente Fuqua auf weiteren Schiffen und Küstenstationen und war dann von 1937 bis 1939 als kommandierender Offizier (CO), des Minenräumbootes Bittern bei der US-Pazifikflotte in Fernost stationiert.
Nach dem Dienst an der Naval Station Great Lakes, einer Ausbildungseinrichtung in Illinois, kehrte er 1941 wieder auf die USS Arizona zurück, um dort als Schiffssicherungsoffizier Dienst zu leisten. In dieser Funktion war er auch während des japanischen Angriffs auf Pearl Harbor am 7. Dezember 1941 an Bord. Obwohl er nach der Explosion einer Bombe, die das Heck des Schiffes getroffen hatte, zeitweise bewusstlos war, leitete er anschließend die Brandbekämpfungs- und Rettungsmaßnahmen. Nachdem das Schiff explodierte, war er als ältester überlebender Offizier verantwortlich für die Rettung ihrer verbliebenen Besatzungsmitglieder. Für sein tapferes Handeln während des Angriffs above and beyond the call of duty wurde er mit der Medal of Honor ausgezeichnet.
Während des Jahres 1942 war Fuqua auf dem Kreuzer Tuscaloosa stationiert. Von 1943 bis 1944 hatte er eine Landverwendung in Guantanamo Bay, Kuba, inne und besuchte dann bis 1945 das Naval War College. Anschließend wurde Kapitän Fuqua vom Januar bis August 1945 Operations Officer bei der Siebten US-Flotte. Nach dem Krieg diente er in anderen Stabsstellen und von 1949 bis 1950 befehligte er den Zerstörer Dixie. Nach dem anschließenden Dienst als Chef des Stabes beim Achten Naval District zog er sich im Juli 1953 aus dem aktiven Dienst zurück. Auf Grund seiner Leistungen hatte er zu diesem Zeitpunkt den Rang eines Rear Admiral erreicht.

## Tod
Er starb am 27. Januar 1987, in Decatur, Georgia, und wurde auf dem Arlington National Cemetery in Arlington, Virginia begraben. Sein Grab befindet sich im Abschnitt 59, Unterabschnitt 485.